# Ansonia glandulosa
Ansonia glandulosa är en groddjursart som beskrevs av Djoko Iskandar och Mumpuni 2004. Ansonia glandulosa ingår i släktet Ansonia och familjen paddor. Inga underarter finns listade i Catalogue of Life.
Arten förekommer på västra Sumatra. Den lever i låglandet och i kulliga områden mellan 50 och 700 meter över havet. Ansonia glandulosa vistas nära vattendrag i tropiska skogar. Grodynglens utveckling sker i vattnet. Antagligen kan arten uthärda mindre landskapsförändringar.
Utbredningsområdet ingår delvis i nationalparken Kerinci Seblat. Denna padda är inte sällsynt. IUCN kategoriserar arten globalt som livskraftig (LC).